# دعای سحر
دعای سحر دعایی است که به مسلمانان توصیه شده‌است که در سحرهای ماه رمضان آن را بخوانند. این دعا در مفاتیح‌الجنان نیز آمده‌است. چندین شرح بر این دعا نوشته شده‌است.
بِسْمِ اللهِ الرَّحْمنِ الرَّحِیمِ
به نام خداوند بخشنده مهربان
اَللّهُمَّ اِنّی اَسْئَلُکَ مِنْ بَهاَّئِک بِاَبْهاهُ وَکُلُّ بَهاَّئِکَ بَهِیُّ اَللّهُمَّ اِنّی اَسْئَلُکَ بِبَهاَّئِکَ کُلِّهِ
خدایا از تو خواهم به درخشنده ترین مراتب درخشندگیت با اینکه تمام مراتب آن درخشنده است خدایا درخواست می کنم به همه مراتب درخشندگیت
اَللّهُمَّ اِنّی اَسْئَلُکَ مِنْ جَمالِکَ بِاَجْمَلِهِ وَکُلُّ جَمالِکَ جَمیلٌ اَللّهُمَّ اِنّی اَسْئَلُکَ بِجَمالِکَ کُلِّهِ
خدایا از تو خواهم به زیباترین مراتب جمالت با اینکه تمام مراتب جمالت زیبا است خدایا از تو خواهم به همه مراتب جمالت
اَللّهُمَّ اِنّی اَسْئَلُکَ مِنْ جَلالِکَ بِاَجَلِّهِ وَکُلُّ جَلالِکَ جَلیلٌ اَللّهُمَّ اِنّی اَسْئَلُکَ بِجَلالِکَ کُلِّهِ
خدایا از تو خواهم به باشکوهترین مراتب جلالت با اینکه تمام مراتب جلال تو باشکوه است خدایا از تو خواهم به همه مراتب جلالت
اَللّهُمَّ اِنّی اَسْئَلُکَ مِنْ عَظَمَتِکَ بِاَعْظَمِها وَکُلُّ عَظَمَتِکَ عَظَیمَهٌ اَللّهُمَّ اِنّی اَسْئَلُکَ بِعَظَمَتِکَ کُلِّها
خدایا از تو خواهم به بزرگترین مرتبه عظمتت با اینکه تمام مراتب عظمتت بزرگ است خدایا از تو خواهم به همه مراتب عظمتت
اَللّهُمَّ اِنّی اَسَئَلُکَ مِنْ نُورِکَ بِاَنْوَرِهِ وَکُلُّ نُورِکَ نَیِّرٌاَللّهُمَّ اِنّی اَسْئَلُکَ بِنُورِکَ کُلِّهِ
خدایا از تو خواهم به نورانی ترین مراتب روشنیت با اینکه تمام مراتب روشنیت نورانی است خدایا از تو خواهم به همه مراتب نورت
اَللّهُمَّ اِنّی اَسْئَلُکَ مِنْ رَحْمَتِکَ بِاَوْسَعِها وَکُلُّ رَحْمَتِکَ واسِعَهٌ اَللّهُمَّ اِنّی اَسْئَلُکَ بِرَحْمَتِکَ کُلِّها
خدایا از تو خواهم به وسیعترین مراتب رحمتت با اینکه تمام مراتب رحمتت وسیع است خدایا از تو خواهم به همه مراتب رحمتت
اَللّهُمَّ اِنّی اَسْئَلُکَ مِنْ کَلِماتِکَ بِاَتَمِّها وَکُلُّ کَلِماتِکَ تاَّمَّهٌ اَللّهُمَّ اِنّی اَسْئَلُکَ بِکَلِماتِکَ کُلِّهَا
خدایا از تو خواهم به تمامترین کلمات (و سخنانت ) با اینکه همه سخنانت تمام است خدایا از تو خواهم به همه سخنانت
اَللّهُمَّ اِنّی اَسْئَلُکَ مِنْ کَمالِکَ بِاَکْمَلِهِ وَکُلُّ کَمالِکَ کامِلٌ اَللّهُمَّ اِنّی اَسْئَلُکَ بِکَمالِکَ کُلِّهِ
خدایا از تو خواهم به کاملترین مرتبه کمالت با اینکه تمام مراتب کمالت کامل است خدایا از تو خواهم به همه مراتب کمالت
اَللّهُمَّ اِنّی اَسْئَلُکَ مِنْ اَسماَّئِکَ بِاَکْبَرِها وَکُلُّ اَسْماَّئِکَ کَبیرَهٌ اَللّهُمَّ اِنّی اَسْئَلُکَ بِاَسْماَّئِکَ کُلِّها
خدایا از تو خواهم به بزرگترین نامهایت با اینکه تمام نامهایت بزرگ است خدایا از تو خواهم به همه نامهایت
اَللّهُمَّ اِنّی اَسْئَلُکَ مِنْ عِزَّتِکَ باَعَزِّها وَکُلُّ عِزَّتِکَ عَزیزَهٌ اَللّهُمَّ اِنّی اَسْئَلُکَ بِعِزَّتِکَ کُلِّها
خدایا از تو خواهم به عزیزترین مقام عزتت گرچه همه مراتب عزتت عزیز است خدایا از تو خواهم به همه مراتب عزتت
اَللّهُمَّ اِنّی اَسْئَلُکَ مِنْ مَشِیَّتِکَ بِاَمْضاها وَکُلُّ مَشِیَّتِکَ ماضِیَهٌ اَللّهُمَّ اِنّی اَسْئَلُکَ بِمَشِیَّتِکَْ کُلِّها
خدایا از تو خواهم به حق گذراترین مشیتت گرچه تمام مراتب مشیتت گذرا است خدایا از تو خواهم تمام مراتب مشیتت
اَللّهُمَّ اِنّی اَسْئَلُکَ مِنْ قُدْرَتِکَ بِالْقُدْرَهِ الَّتی اسْتَطَلْتَ بِها عَلی کُلِّشَیْءٍ وَکُلُّ قُدْرَتِکَ مُسْتَطیلَهٌ اَللّهُمَّ اِنّی اَسْئَلُکَ بِقُدْرَتِکَ کُلِّهاْ
خدایا از تو خواهم به حق آن قدرتت که احاطه پیدا کردی بدان بر هر چیز گرچه تمام مراتب قدرتت چنین است خدایا از تو خواهم به همه مراتب قدرتت
اَللّهُمَّ اِنّی اَسْئَلُکَ مِنْ عِلْمِکَ بِاَنْفَذِهِ وَکُلُّ عِلْمِکَ نافِذٌ اَللّهُمَّ اِنّی اَسْئَلُکَ بِعِلْمِکَ کُلِّهِ
خدایا از تو خواهم به حق نافذترین مراتب دانشت گرچه تمام مراتب دانشت نافذ است خدایا از تو خواهم به تمام مراتب دانشت
اَللّهُمَّ اِنّی اَسْئَلُکَ مِنْ قَوْلِکَ بِاَرْضاهُ وَکُلُّ قَوْلِکَ رَضِیُّ اَللّهُمَّ اِنّی اَسْئَلُکَ بِقَوْلِکَ کُلِّهِ
خدایا از تو خواهم به حق پسندیده ترین سخنانت با اینکه همه سخنانت پسندیده است خدایا از تو خواهم به حق همه سخنانت
اَللّهُمَّ اِنّی اَسْئَلُکَ مِنَْ مَساَّئِلِکَ بِاَحَبِّها اِلَیْکَ وَکُلُّ مَساَّئِلِکَ اِلَیْکَ حَبیبَهٌ اَللّهُمَّ اِنّی اَسْئَلُکَ بِمَساَّئِلِکَ کُلِّها
خدایا از تو خواهم به حق محبوبترین خواسته هایت پیش تو گرچه همه خواسته هایت پیش تو محبوب است خدایا از تو خواهم به حق همه خواسته هایت
اَللّهُمَّ اِنّی اَسْئَلُکَ مِنْ شَرَفِکَ بِاَشْرَفِهِ وَکُلُّ شَرَفِکَ شَریفٌ اَللّهُمَّ اِنّی اَسْئَلُکَ بِشَرَفِکَ کُلِّهِ
خدایا از تو خواهم به حق شریفترین مراتب شرفت با اینکه تمام مراتب آن شریف است خدایا از تو خواهم به همه مراتب شرفت
اَللّهُمَّ اِنّی اَسْئَلُکَ مِنْ سُلْطانِکَ بِاَدْوَمِهِ وَکُلُّ سُلطانِکَ داَّئِمٌ اَللّهُمَّ اِنّی اَسْئَلُکَ بِسُلْطانِکَ کُلِّهِ
خدایا از تو خواهم به حق ابدی ترین مراتب سلطنتت گرچه تمام مراتب سلطنتت جاویدان است خدایا از تو خواهم به حق تمام مراتب سلطنتت
اَللّهُمَّ اِنّی اَسْئَلُکَ مِنْ مُلْکِکَ بِاَفْخَرِهِ وَکُلُّ مُلْکِکَ فاخِرٌ اَللّهُمَّ اِنّی اَسْئَلُکَ بِمُلْکِکَ کُلِّهِ
خدایا از تو خواهم به حق گرانمایه ترین مراتب فرمانرواییت گرچه تمام مراتب فرمانرواییت گرانمایه است خدایا از تو خواهم به همه مراتب فرمانرواییت
اَللّهُمَّ اِنّی اَسْئَلُکَ مِنْ عُلُوِّکَ بِاَعْلاهُ وَکُلُّ عُلُوِّکَ عالٍ اَللّهُمَّ اِنّی اَسْئَلُکَ بِعُلُوِّکَ کُلِّهِ
خدایا از تو خواهم به والاترین مقام بلندت گرچه همه مراتب آن والاست خدایا از تو خواهم به همه مراتب بلندیت
اَللّهُمَّ اِنّی اَسْئَلُکَ مِنْ مَنِّکَ بِاَقْدَمِهِ وَکُلُّ مَنِّکَ قَدیمٌ اَللّهُمَّ اِنّی اَسْئَلُکَ بِمَنِّکَ کُلِّهِ
خدایا از تو خواهم به حق قدیمترین نعمتت گرچه همه نعمتهایت قدیم است خدایا از تو خواهم به حق نعمتهایت
اَللّهُمَّ اِنّی اَسْئَلُکَ مِنْ آیاتِکَ بِاَکْرَمِها وَکُلُّ آیاتِکَ کَریمَهٌ اَللّهُمَّ اِنّی اَسْئَلُکَ بِآیاتِکَ کُلِّها
خدایا از تو خواهم به حق گرامی ترین آیاتت گرچه همه آیات تو گرامی است خدایا از تو خواهم به حق همه آیاتت
اَللّهُمَّ اِنّی اَسْئَلُکَ بِما اَنْتَ فیهِ مِنَ الشَّاْنِ وَالْجَبَرُوتِ وَاَسْئَلُکَ بِکُلِّ شَاْنٍ وَحْدَهُ وَ جَبَرُوتٍ وَحْدَها
خدایا از تو خواهم بدانچه در آنی از شاءن و مقام و بزرگی و از تو خواهم به هر شاءن و مقامی جدا و بهر بزرگی جداگانه
اَللّهُمَّ اِنّی اَسْئَلُکَ بِما تُجیبُنی [بِهِ] حینَ اَسْئَلُکَ فَاَجِبْنی یا اَللّهُ
خدایا از تو خواهم به آنچه اجابت کنی دعایم را هنگامی که از تو خواهم که اجابت کنی ای خدا